# Triangolo di Ilemi
Il Triangolo di Ilemi è una vasta area geografica di circa 14.000 km² situata al confine fra Etiopia, Kenya e Sudan del Sud. L'area è contesa tra questi ultimi due Paesi. 

## Storia

Contea di Turkana (Kenya) con in tratteggio il triangolo disputato

La necessità di definire i confini interni dei 
possedimenti coloniali britannici e gli eventi politici che hanno interessato questa area del continente africano hanno infatti portato soltanto confusione. 
Da una parte, contratti stabiliti durante il periodo coloniale non erano del tutto chiari; inoltre, a complicare ulteriormente la situazione si è aggiunta la guerra civile in atto in Sudan.
A sud-est del triangolo di Ilemi, l'imperatore etiope Menelik II rivendicò il Lago Turkana e propose un confine con gli inglesi che si estendesse dall'estremità meridionale del lago verso est fino all'Oceano Indiano, che fu spostato verso nord quando i governi britannico ed etiope firmarono un trattato nel 1907, riaffermato dal trattato Etiopia-Kenya del 1970.
Il confine tra Etiopia e Sudan, la "Linea Maud", fu rilevato dal Capitano Philip Maud dei Royal Engineers nel 1902-1903. Fu adottato con l'Accordo Anglo-Etiope del 6 dicembre 1907 tra l'Etiopia e l'Africa Orientale Britannica. Sebbene vago sui dettagli precisi della posizione del confine tra Kenya e Sudan, collocava chiaramente l'intero Ilemi sul lato occidentale della linea tra Etiopia e Sudan.
Nel 1914, l'accordo della Commissione per i confini tra Uganda e Sudan fornì al Sudan l'accesso al Lago Turkana attraverso il Golfo di Sanderson, ora prosciugato, all'estremità sud-orientale dell'Ilemi (all'epoca il Lago Turkana era il confine tra i territori britannici di Uganda e Kenya). Dopo la prima guerra mondiale, gli etiopi armarono le popolazioni Nyangatom e Daasanach, e le tradizionali incursioni si trasformarono in battaglie in cui morirono centinaia di persone.
Dopo l'invasione dell'Etiopia nel 1936, l'Italia rivendicò brevemente l'area del triangolo di Ilemi. Nel 1938, una squadra di rilevamento congiunta Kenya-Sudan delimitò la "Linea Rossa" o "Linea di Wakefield", molto vicina alla delimitazione di questa Linea Rossa tracciata qualche anno prima, che segnava il limite settentrionale dei pascoli del Turkana.
Mentre Egitto e Regno Unito concordavano su questo punto, l'Italia non lo fece. I Dassanetch e i Nyangatom avevano sofferto a causa dell'occupazione italiana e desideravano recuperare le perdite con un'incursione contro il Turkana. Diverse centinaia di Turkana furono uccisi in un'incursione nel luglio del 1939 da parte delle popolazioni Nyangatom e Dassanech. Successivamente, l'Italia rinunciò alle sue rivendicazioni sull'Ilemi e permise agli inglesi di rispondere con un'incursione contro gli Inyangatom e i Dassanech, supportata dalla Royal Air Force.
Le truppe britanniche dei King's African Rifles occuparono Ilemi nel 1941 dopo la campagna dell'Africa orientale durante la seconda guerra mondiale. I King's African Rifles passarono per Ilemi diretti verso l'Etiopia sudoccidentale. Nel 1944, il Ministero degli Esteri britannico ispezionò una "linea blu" che si trovava più a nord-ovest della "linea rossa".
Dal 2008, il territorio è de facto sotto l'amministrazione del Kenya e fa parte delle Contea di Turkana.
Fino all'8 luglio 2011 il territorio era rivendicato dal Sudan. In seguito all'indipendenza del Sudan del Sud, il 9 luglio 2011, la rivendicazione è passata al nuovo stato.